# Witold Friemann
Witold Friemann (Konin, 20 d'agost de 1889 - Laski prop de Varsòvia, 22 de març de 1977) fou un compositor, pianista i pedagog polonès. Estudià en el Conservatori de Varsòvia, anant més tard a Leipzig, on perfeccionà els estudis de composició amb Max Reger. Fou professor de piano i composició en el Conservatori de Lviv, i des de 1922 titular de la càtedra de teoria musical en la Universitat d'aquella capital. Va escriure, entre altres obres de menor importància, dos Concerts de piano, peces per al mateix instrument, obres corals, alguna òpera i lieder.